# De djärvas uppror
De djärvas uppror (engelska: Lady Godiva av Coventry) är en amerikansk dramafilm från 1955, regisserad av Arthur Lubin. Huvudrollen spelades av Maureen O'Hara, George Nader och Victor McLaglen. 